# Tismice
Tismice (en allemand : Tismitz) est une commune du district de Kolín, dans la région de Bohême-Centrale, en République tchèque. Sa population s'élevait à 539 habitants en 2018.

## Géographie
Tismice se trouve à 3,5 km au sud-ouest de Český Brod, à 27 km au sud-sud-est de Kolín et à 29 km à l'est de Prague.
La commune est limitée par Tuklaty et Rostoklaty au nord, par Český Brod et Vrátkov à l'est, par Mrzky au sud, et par Přišimasy à l'ouest.

## Histoire
La première mention écrite de la localité date de 1295.

## Administration
La commune se compose de trois quartiers :
- Tismice
- Limuzy

## Transports
Par la route, Tismice se trouve à 4 km de Český Brod, à 28,5 km de Kolín et à 32 km de Prague.